# رفقای بد ۲
رفقای بد ۲ (انگلیسی: Bad Guys 2؛ کره‌ای: 나쁜 녀석들: 악의 도시) یک مجموعه تلویزیونی محصول کره جنوبی سال ۲۰۱۷ با بازی پارک جونگ هون، جو جین مو، یانگ ایک جون، کیم مو یول و جی سو است. این مجموعه اسپین‌آف مجموعه تلویزیونی سال ۲۰۱۴، رفقای بد است. رفقای بد ۲ از ۱۶ دسامب. ۲۰۱۷ تا ۴ فوریه ۲۰۱۸، روزهای شنبه و یکشنبه ساعت ۲۲:۲۰ (کی‌اس‌تی) از اوسی‌ان برای ۱۶ قسمت پخش شد.